# Dumont, Iowa
Dumont är en ort i Butler County i Iowa. Vid 2010 års folkräkning hade Dumont 637 invånare.